# Ligature (notation musicale)
Ne doit pas être confondu avec Liaison de prolongation ou Liaison d'expression.
Pour les articles homonymes, voir Ligature.
Vous pouvez aider à l'améliorer ou bien discuter des problèmes sur sa page de discussion.
- Il ne cite pas suffisamment ses sources. Vous pouvez indiquer les passages à sourcer avec {{référence nécessaire}} ou {{Référence souhaitée}}, et inclure les références utiles en les liant aux notes de bas de page. (Marqué depuis avril 2024)
- Certaines informations devraient être mieux reliées aux sources mentionnées dans la bibliographie ou les liens externes. Améliorez sa vérifiabilité en les associant par des références. (Marqué depuis avril 2024)

- Archive Wikiwix
- Bing
- Cairn
- DuckDuckGo
- E. Universalis
- Gallica
- Google
- G. Books
- G. News
- G. Scholar
- Persée
- Qwant
- (zh) Baidu
- (ru) Yandex
- (wd) trouver des œuvres sur Wikidata

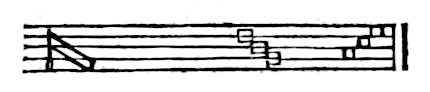
Ligature médiévale.

Quatre doubles croches contemporaines ligaturées.

En notation musicale, la ligature est un signe consistant à grouper plusieurs notes en les reliant entre elles par un seul trait.

## Histoire
Dans les manuscrits autour du XVe siècle, la ligature est la réunion de deux ou trois notes sur la même hampe, soit sous la forme de carrés, soit sous la forme d'un trait large allant de la première note à la seconde.
L'origine des ligatures dans la notation médiévale se trouve dans l'écriture neumatique. Les neumes apparaissent vers l'an mille au-dessus des paroles du Graduel. Ce sont de petits signes qui regroupent une ou plusieurs notes au sein d'un même mouvement mélodique (podatus, torculus...) Si l'usage ne permettait pas de changer de syllabe dans un même neume, plusieurs neumes pouvaient constituer une « vocalise ». C'est la raison pour laquelle la ligature ne peut être confondue avec une liaison. L'écriture neumatique n'est pas diastématique, c'est-à-dire qu'elle n'a pas vocation à définir les hauteurs de notes, à l'inverse de notre solfège moderne. La longueur des notes n'est pas définie précisément. Tout au plus sait-on, selon le contexte, qu'une note est longue ou courte. Le chant grégorien n'est pas un chant mesuré comme on mesure les musiques plus tardives à l'aide d'un mètre, ou plus tard, à l'aide de mesures. Le neume est une figure essentiellement mnémotechnique qui visualise la courbe, l'élan, la direction et l'interprétation du chant.
Dans la notation proportionnelle, plus tardive, les ligatures constituent une survivance de l'écriture neumatique. Elles regroupent un ensemble plus ou moins long de notes. Les notes, maintenant placées sur une portée, ont une hauteur définie. Mais dans cette notation « mesurée » (à l'aide d'un mètre et non d'une mesure), les notes incluses ont une longueur définie selon leur place dans la ligature, selon que la hampe va vers le bas ou vers le haut, selon la présence ou non d'une hampe.